# Филипос Зигурис
Филипос Анастасиу Зигурис (на гръцки: Φίλιππος Αναστασίου Ζυγούρης) е гръцки общественик и деец на Гръцката въоръжена пропаганда в Македония.

## Биография
Роден е през ноември 1865 година в Сятища, тогава в Османската империя, днес в Гърция. Учи в Сятища, а след това в гръцката гимназия в Солун. Работи като учител, а в периода 1909 - 1911 година ръководи гръцкото училище в Кожани. Зигурис взима активно участие в Гръцката пропаганда в Македония като агент втори ред, подпомагайки Павлос Мелас. За дейността си Филипос Зигурис е отличен от гръцката държава.
Зигурис умира в 1951 година в Солун.
Автор е на „Исторически бележки за Сятища и фолклора му“ (Ιστορικά σημειώματα περί Σιατίστης και λαογραφικά αυτής).